# 粟田貴宣
粟田 貴宣（あわた たかのり）は、日本の環境微生物学・環境工学者。大阪工業大学工学部環境工学科准教授。博士（工学）（広島大学）。日本水環境学会関西支部幹事。
専門は、環境微生物学・環境化学、環境保全工学・環境浄化技術、土木環境システム・環境分析。

## 略歴
広島大学工学部第四類建設・環境系卒業。同大学大学院工学研究科社会基盤環境工学専攻修士課程修了。2013年同大学院工学研究科社会基盤環境工学攻博士課程修了、博士（工学）（広島大学）。2014年名古屋大学エコトピア科学研究所助教。同大学未来材料・システム研究所助教などを経て、2017年国土技術政策総合研究所下水道研究部研究官。2021年大阪工業大学工学部環境工学科に着任。講師を経て、2025年同学科准教授。
主な所属学会は、日本水環境学会、土木学会。主な受賞は、第60回土木学会中国支部研究発表会若手優秀発表者賞(2008)。

## 主な研究
- 生物学的窒素固定微生物群の電気化学的活性促進によるアンモニア生成技術の開発[4]
- 窒素固定菌の活性に及ぼすpHの影響
- 海洋性アナモックス細菌を活用した立地を選ばない閉鎖循環式陸上養殖システム - 海洋研究開発機構(JAMSTEC)・広島大学との共同研究
- 異なるカリウム条件下での海洋性アナモックス細菌の活性
- 難分解性化学物質を分解可能な新規塩分耐性型微生物の探索
- 温暖化ガス亜酸化窒素からの生物電気化学的窒素固定技術の開発

環境保全工学の対外啓蒙活動として、IWA Digital World Water Congress2021（日本水環境学会 京都会議記念基金助成に採択）に参加している。